# DNA-binding protein
Con il nome di DNA-binding protein (dall'inglese proteina che lega il DNA, spesso abbreviato in DNAbp) si intende una proteina in grado di instaurare legami con il DNA.

## Tipi diDNA-binding protein
Esiste un gran numero di DNAbp: le interazioni con il DNA possono essere di tipo molto diverso a seconda della DNAbp coinvolta. Le DNAbp vengono classificate in base al tipo di processo cellulare in cui sono coinvolte.
| Processo coinvolto             | Esempi |
| Iniziazione della trascrizione | TATA-binding protein eucariotiche o subunità σ della RNA polimerasi procariote                                                      |
| Trascrizione                   | RNA polimerasi |
| Regolazione della trascrizione | Attivatori e repressori eucariotici e repressori batterici                                                                          |
| Strutture superiori del DNA    | Proteine dell'istone eucariotico e del nucleoide procariote                                                                         |
| Ricombinazione del DNA         | RecA |
| Riparazione del DNA            | DNA glicosilasi e nucleasi |
| Replicazione del DNA           | Proteine di riconoscimento dell'origine di replicazione, DNA polimerasi, DNA ligasi, Single-strand binding proteins e Topoisomerasi |
| Altri processi                 | Enzimi di restrizione |